# Jakarta-Sud
Jakarta Sud (indonésien : Jakarta Selatan) est une des cinq kota (municipalités) qui forment Jakarta, la capitale de l'Indonésie. Sa population était de 2 244 623 habitants d'après le recensement national de 2022.

## Kecamatan(districts)

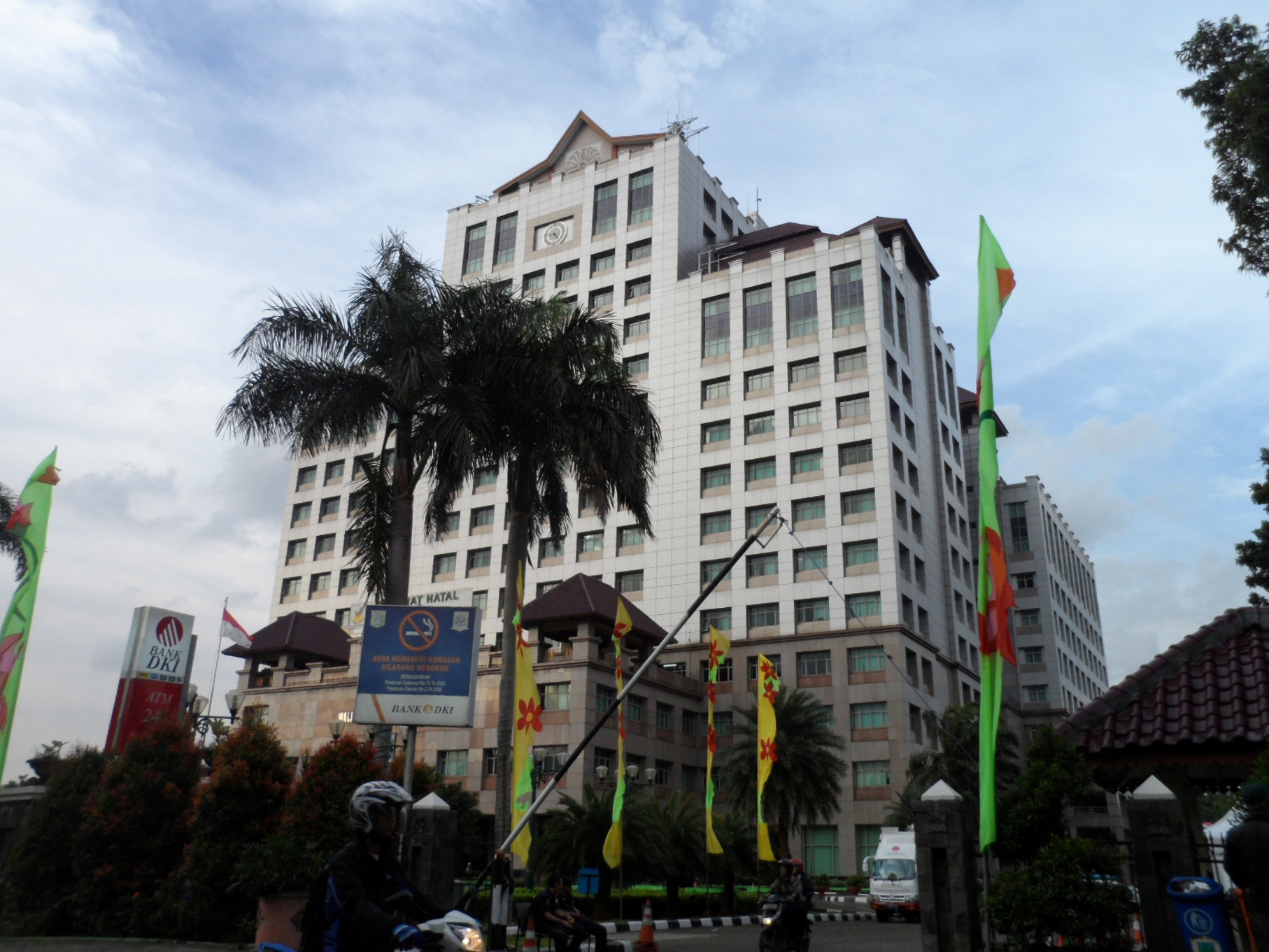
La mairie de Jakarta Sud à Kebayoran Baru

Jakarta Sud est limitrophe de trois autres municipalités de Jakarta : Jakarta Ouest et Jakarta Centre au nord et Jakarta Est à l'est, et aux kota de Depok au sud et de Tangerang à l'ouest. Elle est divisée en huit kecamatan (districts) :
- Cilandak
- Jagakarsa
- Kebayoran Baru
- Kebayoran Lama
- Mampang Prapatan
- Pancoran
- Pasar Minggu
- Pesanggrahan
- Setiabudi
- Tebet.